# 在フランクフルト日本国総領事館
在フランクフルト日本国総領事館（ざいフランクフルトにっぽんこくそうりょうじかん、ドイツ語: Generalkonsulat von Japan in Frankfurt am Main、英語: Consulate-General of Japan in Frankfurt am Main）は、ドイツの都市フランクフルト・アム・マインに設置されている日本の総領事館。

## 沿革
- 1980年2月1日、在フランクフルト日本国総領事館が開設される[1]。
- 2010年代前半の安倍政権時、反日的な記事を繰り返し掲載するフランクフルター・アルゲマイネ・ツァイトゥング紙に対し、坂本秀之総領事[注 1]が日本の国益を代表して異議を申し立てる[2]。

## 所在地
MesseTurm 34, Friedrich-Ebert-Anlage 49, 60327 Frankfurt am Main

## 管轄地域
ヘッセン州、ラインラント＝プファルツ州、及びザールラント州を管轄。

## 主要事件

### 現地紙の反日偏向報道に対する坂本秀之総領事の是正勧告
2015年4月1日、フランクフルトに本社を置くフランクフルター・アルゲマイネ・ツァイトゥング紙の東京特派員カルステン・ゲルミスが日本外国特派員協会（外国人記者クラブ）に寄稿して、安倍政権による報道機関への抑圧があると主張する英文の手記を、協会誌「Number 1 Shimbun」ウェブ版で公開した。ゲルミス特派員は、韓国が国際法に違反して不法占領している竹島を「旅行」と称して訪問するなど、日本の国益に反する立場での取材や報道をする傾向にあった。そのため、2010年代前半の安倍政権時に、当時の坂本秀之総領事が日本の国益を代表して直々にフランクフルター・アルゲマイネ・ツァイトゥング本社の外交担当デスクを訪問し、90分間の会談を通じて日本の国益と対立する偏向報道をたしなめた。

### 神山武総領事の公費私的流用事件
2017年12月27日、当時フランクフルト総領事を務めていた神山武が2015年8月から2017年10月にかけて計76万円の公費を息子の就職を働き掛けるという私的目的に流用し、会計書類に虚偽の記載をしたことが発覚して、国家公務員法に基いて12月27日付で懲戒免職されたことを日本国外務省が発表した。